# Cantinflas
Cantinflas   (Ciutat de Mèxic, 12 d'agost de 1911 - Ciutat de Mèxic, 20 d'abril de 1993) nom artístic de Fortino Mario Alfonso Moreno Reyes, va ser un actor còmic mexicà. Aconseguí una enorme popularitat amb la interpretació del personatge Cantinflas, un gandul sortit dels barris pobres. Aquest personatge es va associar amb la identitat nacional de Mèxic i li va permetre desenvolupar una llarga i reeixida carrera cinematogràfica que va incloure una participació a Hollywood.
Es diu que l'estil de sortir a fer comèdia, disfressat de peladito, el va aprendre del comediant de Veracruz Eduardo Rugama, el chato. Charlie Chaplin va dir una vegada que era "el millor comediant del món". De fet, Mario Moreno de vegades és anomenat el "Charlie Chaplin de Mèxic".
Mentre que algunes de les seves pel·lícules van ser doblades a l'anglès per a les audiències nord-americanes i el seu treball va ser ben rebut entre el public Francès, els jocs de paraules que feia en castellà no es traduïen bé a altres llengües.
Va obtenir un gran èxit a Llatinoamèrica. Com a pioner del cinema mexicà, Mario Moreno va contribuir al seu creixement en l'època d'or, i Mèxic es va convertir en la capital americana de l'entreteniment.
A més de ser un líder en els negocis, també va arribar a involucrar-se en els difícils i de vegades perillosos assumptes de política de Mèxic. Encara que políticament era conservador, la seva reputació com a portaveu dels desprotegits va donar autenticitat a les seves accions i el va convertir en una persona important en la lluita contra el charrismo sindical, que era la pràctica del govern, d'un sol partit, de manipular i controlar els sindicats.
A més, la identitat de Cantinflas, que es va barrejar amb la d'ell, va ser analitzada pels crítics dels mitjans de comunicació, filòsofs, antropòlegs i lingüistes, que el veien com un perill per a la societat mexicana, una mena de filantrop, un capitalista aventurer, un capgirador dels papers del sexe, un catòlic pietós, un innovador verbal i un pallasso picaresc.
En efecte, Mario Moreno era tot això. Cantinflas, en el seu intent per abastar la identitat de tota una nació, va desenvolupar les contradiccions i complexitats inherents en qualsevol intent de representar un país tan complex i contradictori com Mèxic.

## Vida privada
Fortino Mario Alfonso Moreno va néixer en el barri de Santa María la Redonda, a la ciutat de Mèxic, i va créixer en el barri de Tepito. Va ser el sisè de dotze fills. Quatre d'ells van morir en néixer. En van sobreviure vuit: Pepe, Eduardo, Mario, Esperanza, Catalina, Enrique i Roberto. El pare, Pedro Moreno Esquivel, era un humil carter. La mare es deia Soledad Guízar Reyes.
Va poder sortir de situacions difícils usant l'audàcia i les trampes picaresques que després aplicaria en les seves pel·lícules.Després d'un intent fallit d'entrar als Estats Units per Califòrnia, per guanyar-se la vida es va fer boxador.
La seva personalitat còmica el va dur a les carpes dels circs i d'aquí va passar al teatre i al cinema. A principis de 1928 s'enrolà a l'Exèrcit mexicà com a soldat d'infanteria amb estudis de mecanògraf. El 23 de maig d'aquest mateix any, el seu pare va enviar una carta sol·licitant la seva baixa, demostrant que el seu fill tenia 16 anys i no els 21 que deia la falsa informació que havia donat Mario.
Es va casar amb Valentina Ivanova Zubareff, d'origen rus, el 27 d'octubre de 1936 i va viure amb ella fins a la seva mort, el 1966. El 1961 Mario Moreno va tenir un fill, que va ser adoptat per Valentina Ivanova amb el nom de Mario Arturo Moreno Ivanova.
Va ser president de l'Associación Nacional de Actores (ANDA) i el primer secretari general del Sindicato de Trabajadores de la Producción Cinematográfica (STPC). També entrà a la maçoneria mexicana.
Després de retirar-se, Mario Moreno va dedicar la seva vida a ajudar els altres a través de la caritat i d'organitzacions humanitàries, sobretot en aquelles que es dedicaven als nens. Les seves contribucions al Movimiento Gnóstico Universal i als orfenats el van convertir en un heroi del poble de Mèxic.
Morí a causa d'un càncer de pulmó el 20 d'abril de 1993. Milers de persones es van reunir, en un dia plujós, per al seu funeral. La cerimònia va ser un esdeveniment nacional que va durar tres dies. Les seves cendres reposen en la cripta familiar de la família Moreno Reyes, en el Panteón Español de la Ciudad de México, i ha estat homenatjat per molts caps d'estat i pel senat dels Estats Units, que li va dedicar un minut de silenci.
Després de la seva mort, va començar una batalla legal entre el seu fill i hereu legítim, Mario Moreno Ivanova, i el nebot de l'actor, Eduardo Moreno, sobre el control de 34 pel·lícules seves. El nebot sostenia que el seu oncle, en el llit de mort, li havia donat per escrit els drets de les pel·lícules. Mario Moreno Ivanova argumentava que era l'hereu directe de Cantinflas i, per tant, els drets li pertanyien. Eduardo Moreno va guanyar la demanda en dues ocasions però Moreno Ivanova va triomfar eventualment després de dues apel·lacions. Al mateix temps, va sorgir un altre contenciós entre Columbia Pictures i Mario Ivanova sobre el control d'aquestes pel·lícules. Columbia digué que havia comprat els drets de les pel·lícules feia quatre dècades. Moreno Ivanova volia que els drets quedessin en el seu poder i, en general, en poder de Mèxic, com a tresor nacional. El 2 de juny del 2001, després de vuit anys de batalla, finalment Columbia es va quedar amb els drets de les 34 pel·lícules disputades.

## Origen del nom artístic
De jove, Mario Moreno feia diferents actuacions en carpes ambulants, i va ser allà on va rebre el sobrenom de Cantinflas. No obstant això, l'origen del nom es perd en la llegenda. Segons un obituari, és un nom sense cap significat que va ser inventat a fi d'evitar que els seus pares s'assabentessin que treballava en el món de la faràndula, ocupació que consideraven vergonyosa.
Hi una altra versió. El crític de mitjans de comunicació Carlos Monsiváis explica que, segons una llegenda amb la qual ell està d'acord, el jove Mario Moreno, intimidat pel pànic escènic, una vegada, a la carpa Ofelia, va oblidar el seu monòleg original. Va començar a dir el primer que li vingué a la ment en una completa emancipació de paraules i frases, d'on va sortir una brillant incoherència. Els assistents l'atacaren per la sintaxi, i ell s'adonà que el destí li havia posat a les mans la seva característica distintiva: la manipulació del caos. Setmanes després, s'inventà el nom que marcà la invenció. Algú, molest per les frases sense sentit, cridà: "cuánto inflas" o "en la cantina inflas". La contracció es crea i es converteix en la prova de baptisme que el personatge necessita.

## Carrera en el món de l'entreteniment
Després d'explorar un nombre de possibles carreres com la medicina i la boxa professional, entrà al món de l'espectacle com a ballarí. El 1930, s'uní al circuit de carpes de Ciutat de Mèxic, alternant entre les carpes Ofelia, Sotelo d'Azcapotzalco i, finalment, la carpa Valentina, on va conèixer la seva futura esposa.
A les carpes, entre altres coses, ballava i realitzava acrobàcies. Al principi va tractar d'imitar Al Jolson pintant-se la cara de negre, però després es va separar per formar la seva pròpia identitat: un habitant d'un barri pobre amb pantalons folgats, una corda com a cinturó i un bigoti molt particular.

## El "cantinflismo"
El 1936, Mario Moreno va fer el seu debut en el teatre Folies Bergère de la ciutat de Mèxic. Havent deixat l'ambient de classe baixa, que tenia un humor més bàsic, va néixer el "cantinflismo", la teoria segons la qual l'humor de Cantinflas era buit de contingut. El 1937, el polític Vicente Lombardo Toledano, fent referència al seu rival polític afirmà: "Si Morones ha decidit mostrar el seu poder dialectal, que discuteixi amb Cantinflas". Veient-se directament involucrat en el debat, Cantinflas va respondre: 
"Ah, pero déjenme dejar algo bien en claro, tengo momentos de lucidez y hablo muy claro. Y ahora hablaré con claridad... Amigos, hay momentos en mi vida que son realmente momentáneos y no es porque uno lo diga, pero hay que verlo... ¿Qué vemos? Lo que hay que ver... porque qué coincidencia amigos, que suponiendo que en este caso -no digamos lo que podría ser- pero debemos pensar en ello y entender la psicología de vida para hacer una analogía de la síntesis de la humanidad. ¿Correcto? Bien, ese es el punto."
Diverses figures de la comunicació i intel·lectuals van incloure la definició de "cantinflismo" en les seves publicacions. Per Monsiváis era "una burla, per part del proletariat, amb disbarats gloriosos". Però tal vegada la definició més eloqüent sigui la de l'escriptor Miguel Ríos: "És com si Cantinflas fos, més que ningú, el dictador mexicà de l'optimisme […] coqueteja amb la política com si fos el polític més experimentat. Es converteix de líder a proletariat només canviant-se el barret o una frase".
La implicació política de Mario Moreno fou un canvi notable, i la seva innocència còmica ja no era prou per defensar-lo de les crítiques que li va ocasionar.

## Carrera cinematogràfica

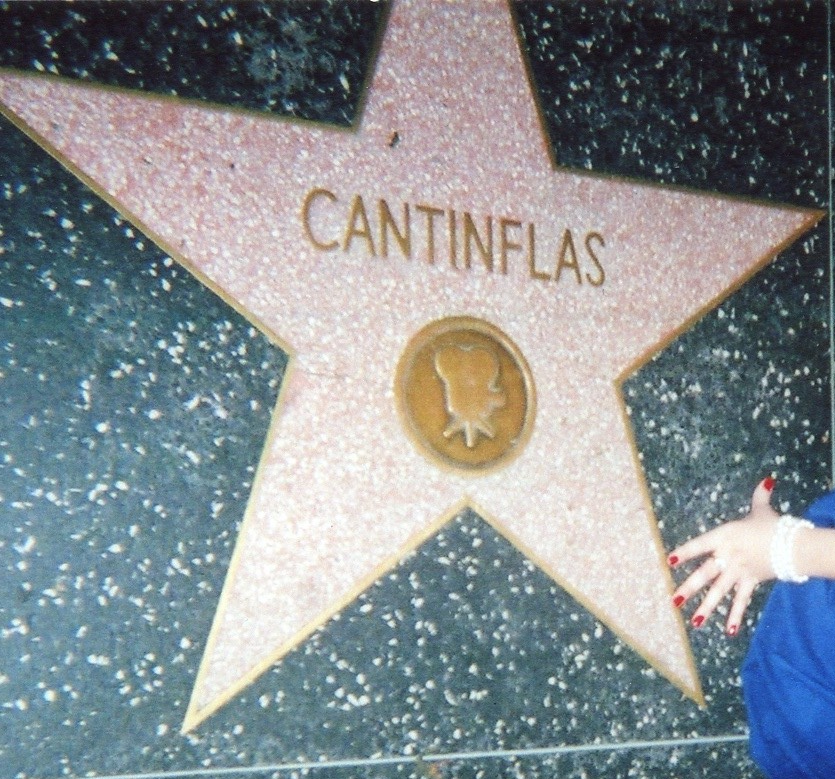
Estrella amb el nom de Cantinflas en el Passeig de la Fama de Hollywood

A mitjans dels anys trenta, Cantinflas va conèixer el productor rus Jacques Gelman, amb qui es va associar més endavant per formar la seva pròpia producció cinematogràfica. Gelman produïa, dirigia i distribuïa, i Cantinflas actuava.
El 1936 va fer el seu debut cinematogràfic en la pel·lícula No te engañes corazón, que va tenir poca acceptació. El 1939 va fundar Posa Films, i va produir pel·lícules curtes que li van permetre desenvolupar el personatge de Cantinflas. Però fou el 1940 quan finalment es va convertir en una estrella després de rodar Ahí está el detalle. El títol es va convertir en la frase més repetida en tota la seva carrera. La pel·lícula va ser un èxit a Llatinoamèrica i va ser reconeguda per la revista Somos com una de les deu produccions més grans de Mèxic.
El 1941, Mario Moreno va fer el paper d'un oficial de policia en la pel·lícula El gendarme desconocido. En aquells temps ja s'havia distanciat bastant del típic peladito dels anys vint, i el seu personatge passava còmodament de ser l'home marginat de classe baixa al poderós servidor públic. La naturalesa política de la retòrica del "cantinflismo" va facilitar aquesta fluïdesa. Més tard tornà a representar el paper de policia, l'agent 777, i fou homenatjat per les forces policials en tota Amèrica Llatina per la seva imatge positiva de l'aplicació de la llei.
El 1941 Ni sangre ni arena, una pel·lícula satírica sobre el toreig, va trencar els nivells de taquilla de les pel·lícules mexicanes en diversos països d'Amèrica.
El 1942 es va agrupar amb Miguel M. Delgado i Jaime Salvador per produir una sèrie de paròdies de baixa qualitat incloent una recreació de The Circus, de Chaplin.
Els anys quaranta i cinquanta van ser els millors per a Cantinflas. El 1946 va rebutjar treballar amb les companyies mexicanes i va signar contractes amb Columbia Pictures. En aquella època, la seva popularitat era tan gran que va poder prestar la seva popularitat a la causa del treball mexicà, representant l'Asociación Nacional de Actores en converses amb el president Manuel Ávila Camacho. Però les entrevistes no van prosperar i, com a resultat d'un escàndol, va decidir tornar al teatre.
El 30 d'agost de 1953, Cantinflas va començar a representar la seva obra teatral Yo, Colón al Teatro de los Insurgentes, el mateix teatre que s'havia vist embolicat en una controvèrsia sobre un mural de Diego Rivera que incorporava imatges de Cantinflas i de la Verge de Guadalupe. Yo Colón situa Cantinflas en el personatge de Cristòfor Colom, el qual, mentre continua "descobrint Amèrica" fa observacions còmiques, històriques i contemporànies des de diferents perspectives. Les bromes canviaven cada nit, i Moreno va continuar emprant el seu joc de paraules i el doble sentit per atacar els polítics.
El 1956, La vuelta al mundo en ochenta días, el debut nord-americà de Cantinflas, li va fer guanyar una nominació al premi Globus d'Or en la categoria de millor actor de musical o comèdia. En aquesta cinta actua al costat de l'actor anglès David Niven. La revista Variety va dir que la seva qualitat chaplinesca va contribuir a l'èxit de la pel·lícula. Aquest film va recaptar la quantitat de 42 milions de dòlars de taquilla. Mentre que Niven va ser el principal actor en els països de parla anglesa, Cantinflas ho va ser en la resta. Com a resultat de la pel·lícula, Cantinflas es va convertir en l'actor millor pagat del món.
La segona pel·lícula nord-americana de Cantinflas, Pepe, va intentar repetir l'èxit de la primera. Incloïa aparicions ràfega de Frank Sinatra, Judy Garland i altres estrelles. El seu humor, profundament arrelat en la llengua castellana, no es va poder traduir bé per a les audiències nord-americanes i va ser una notable decepció taquillera. Malgrat això, va rebre una altra nominació al Globus d'Or per la seva actuació. El 1992, durant una entrevista nord-americana, Mario Moreno va confessar que el principal impediment per al seu èxit als Estats Units havia estat la barrera de la llengua.
Després va tornar a Mèxic, i va crear la seva pròpia companyia, Cantinflas Films, on va continuar fent la resta de les seves pel·lícules fins a l'última, El barrendero, realitzada el 1982.
Igual que Charlie Chaplin, Cantinflas era un satíric social. Feia el paper del peladito, un ningú amb esperances de tenir èxit. Amb admiració mútua, Cantiflas va ser influït per les primeres pel·lícules de Chaplin, així com per la seva ideologia. El circo era una "ombra" del cinema mut de Chaplin. Aquesta pel·lícula, Si yo fuera diputado (1951) i Su Excelencia (1966) tenen moltes coses en comú amb The Great Dictator, de 1940.
Actualment les pel·lícules de Cantinflas continuen generant guanys a Columbia Pictures. En el 2000, Columbia va informar que havia guanyat aproximadament 4 milions dòlars per la distribució de les seves pel·lícules en altres països.

## Impacte
Una de les coses que el van fer ser estimat pel públic era el seu ús del llenguatge. Els seus personatges, que eren gairebé tots una variació del mateix però en diferents papers i situacions, entaulaven una conversa normal per després complicar-la a l'instant, i ningú no entenia el que estava dient.
El personatge de Cantinflas era particularment adequat per ofuscar la conversa quan li devia diners a algú, per fer la cort a senyoretes o per sortir-se'n dels problemes amb les autoritats, arreglant-s'ho per humiliar-les sense que se n'adonessin. Aquesta forma de parlar va rebre el nom de cantinfleada, i cada vegada que a algú li era difícil entendre una conversa deia: "¡Estás cantinfleando!"
La Real Academia Española va incloure el verb cantinflear i els noms cantinflas i cantinfleada en el seu diccionari de 1992.
En el camp de les arts visuals, artistes de la talla de Rufino Tamayo i Diego Rivera van pintar Cantinflas com a símbol de l'home mexicà.
La banda de punk americana Mindless Self Indulgence va gravar una cançó sobre Cantinflas anomenada Whipstickagostop.
L'estil de Cantinflas i el contingut de les seves pel·lícules va dur molts estudiants a concloure que ell havia influenciat molts teatres que transmetien el missatge del moviment chicano durant els anys seixanta i setanta als Estats Units, el més important dels quals era el Teatro Campesino. El moviment del teatre era una part important del renaixement cultural que representava la part social del moviment polític pels drets civils dels mexico-nord-americans. El seu ús dels estils i temes socials és vist com un precursor del teatre chicano.
Els anys setanta va sortir una sèrie de dibuixos animats titulada El show de Cantinflas, protagonitzada per una caricatura animada del gran humorista. El show anava adreçat als nens i tenia un propòsit educatiu. El personatge es deia Amigo, i tractava una varietat de temes que anaven des de l'origen del futbol fins al de la Línia Internacional del Temps.
Encara que Cantinflas mai no va assolir als Estats Units el mateix èxit que a Mèxic, va ser homenatjat amb una estrella al Passeig de la Fama de Hollywood. Va rebre dues nominacions al premi Globus d'Or en la categoria de millor actor i el reconeixement de l'Academia Mexicana del Film.
Cada any es lliura el premi Mario Moreno, Cantinflas als actors de l'entreteniment que "representen la comunitat llatina amb el mateix humor i distinció que el llegendari Cantinflas" i que, com ell, utilitzen el seu poder per ajudar els més necessitats.
El 2002, el nord-americà-salvadorenc (encara que ell es descriu com a chicano) Herbert Sigüenza, comediant i membre de Culture Clash, va començar representar un monòleg sobre Cantinflas i el va dur de gira per tot el país. L'obra, parlada en anglès i espanyol, incorporava trets de les seves pel·lícules, entre ells el seu caminar característic.
Les pel·lícules de Cantinflas són distribuïdes a Nord-amèrica per Laguna Films.

## Resposta crítica
Cantinflas de vegades és vist com el personatge de Groucho, el qual amb les seves habilitats lingüístiques ataca els rics, els poderosos, la policia i fins i tot el govern. Gregorio Luke, director executiu del Museo de Arte Latinoamericano va dir: "Entendre Cantinflas és entendre el que ha passat a Mèxic en tot el segle passat".
Per la seva banda, Monsiváis interpreta les seves representacions en termes de la importància de la paraula parlada en el context de l'"analfabetisme regnant" de Mèxic (70% el 1930). Particularment, en la pel·lícula El analfabeto, "Cantinflas és l'illetrat que pren control del llenguatge com pot."
El periodista Salvador Novo interpreta el paper dels personatges de Moreno totalment en termes de "cantinflismo": "En el fet de condensar-los, de lliurar a la saludable riallada del poble l'essència demagògica del seu vacu confusionisme, rau el seu mèrit. Així s'assegura la glòria d'aquest fill tossut de la ciutat astuta i burleta de Mèxic, que és Cantinflas."
L'estudiant de la cultura mexicana Jeffrey M. Pilcher, veu Cantinflas com una metàfora del "caos de la modernitat mexicana", una realitat que estava fora de l'abast per a la majoria dels mexicans. "El seu llenguatge embolicat expressava eloqüentment les contradiccions de la modernitat com el moment palpitant de tot el que vol ser i no pot. D'igual forma les jerarquies socials, els patrons del llenguatge, les identitats ètniques, i les formes masculines de comportament, tots van caure davant el seu humor caòtic per ser reformulades en noves formes revolucionàries".

## Filmografia i personatges

### Pel·lícules en blanc i negre
- No te engañes corazón (1936) — Canti
- Águila o sol (Cara o cruz) (1937) — Polito Sol
- ¡Así es mi tierra! (1937) — el Tejón
- Jengibre contra dinamita (1939) — Bala Fría (curtmetratge publicitari)
- Siempre listo en las tinieblas (1939) — Chencho Albondigón (curtmetratge publicitari)
- El signo de la muerte (1939) — Cantinflas
- Ahí está el detalle (1940) — Cantinflas / Leonardo del Paso
- Cantinflas y su prima (La prima de Cantinflas) (1940) —
- Cantinflas ruletero (1940) — Baldomero (curtmetratge publicitari)
- Cantinflas boxeador (1940) — Cantinflas (curtmetratge publicitari)
- Cantinflas en los censos (1940) — Cantinflas (curtmetratge publicitari)
- Carnaval en el trópico (Fiesta en Veracruz) (1941) — participació involuntària
- El gendarme desconocido (1941) — Cantinflas, el 777
- Ni sangre ni arena (1941) — El Chato & Manuel Márquez, Manolete
- El circo (1942) — sabater
- Els tres mosqueters (Los tres mosqueteros) (1942) — Cantinflas / d'Artagnan
- Romeo y Julieta (1943) — ruleter / Abelardo del Monte-Romeo Montesco
- Gran Hotel (1944) — Cantinflas, Bell Boy
- Un día con el Diablo (1945) — el voceador, soldat
- Soy un prófugo (1946) — Cantinflas
- ¡A volar joven! (1947) — Cantinflas, pilot
- El mago (1948) — Cantinflas
- El supersabio (1948) — Cantinflas, ajudant del científic
- Puerta, joven (El portero) (1949) — Cantinflas, porter
- El bombero atómico (1950) — el bomber atòmic, el 777, bomber i policia
- El Siete Machos (1950) — Margarito, el Siete Machos
- Lluvia de estrellas (1951) — participació
- Si Yo fuera diputado... (1951) — Cantinflas, perruquer
- El señor fotógrafo (1952) — Cantinflas, fotògraf
- Caballero a la medida (1954) — Cantinflas, sastre
- Abajo el telón (1954) — Cantinflas, rentavidres
- Ama a tu prójimo (1958) — Luis
- Entrega inmediata (1963) Feliciano Calloso, carter i agent secret
- Cantinflas show (2006) — Cantinflas

### Pel·lícules en color
- El bolero de Raquel (1956) — Cantinflas, bolero
- La volta al món en vuitanta dies (Around the World in 80 Days) (1956) — Paspartout (producció estatunidenca)
- Sube y baja (El ascensorista) (1958) — Cantinflas
- El analfabeto (1960) — Inocencio Prieto y Calvo
- Pepe (1960) — Pepe (coproducció amb els Estats Units)
- El extra (1962) — Rogaciano
- El padrecito (1964) — Padre Sebastián o Sebas, capellà
- El Señor Doctor (1965) — Doctor Salvador Medina (Chava de cariño), metge
- Su Excelencia (1966) — López o Lopitos, diplomàtic (canceller i ambaixador)
- Por mis pistolas (1968) — Fidencio Barrenillo, apotecari
- Un Quijote sin mancha (1969) — Justo Leal y Aventado, advocat
- El profe (1970) — Sócrates García, professor
- Don Quijote cabalga de nuevo (1972) — Sancho Panza (coproducció amb Espanya)
- Conserje en condominio (1973) — Úrsulo, conserge
- El ministro y yo (1975) — Mateo Melgarejo, buròcrata
- El patrullero 777 (1977) — Diógenes Bravo, policia
- El barrendero (1981) — Napoleón Pérez Garcia, escombraire (última pel·lícula)

## Anècdotes
- En la dècada dels cinquanta va ser president honorari del Club América.
- El 1965 es va presentar com a torero còmic a la plaça de toros de Quito.
- El 1966, amb motiu de la Segunda Feria Internacional de San Sebastián, es va presentar com a torero en l'antiga plaça de toros de San Cristóbal, situada allà on avui hi ha la plaça Veneçuela.
- El 1976 va visitar la República Dominicana, i va plantejar al president Joaquín Balaguer un projecte per la construcció d'habitatges per a les famílies pobres, que es construïren en el sector anomenat Las Caobas de Herrera. Quan l'actor va morir, Balaguer, que tornava a ser president, va decretar tres dies de dol nacional.
- El 1981 va ser un dels primers convidats a Bogotà a la desfilada anual de la Fundación Solidaridad por Colombia.
- El 1986 va ser pregoner del carnaval de Cadis.
- Era un gran fanàtic del beisbol, fins i tot era amic d'Alejo Peralta, president dels Tigres de Liga Mexicana.
- A Catalunya s'han construït capgrossos de cartró amb la seva cara.

## Premis
El 1957 va guanyar el Globus d'Or com a millor actor per la pel·lícula Around the World in 80 Days (La volta al món en vuitanta dies).